# Neontologia
Neontologia – część biologii zajmująca się badaniem organizmów żyjących współcześnie. Pojęcie używa się w przeciwieństwie do paleontologii, która zajmuje się organizmami kopalnymi.